# The Sandbox

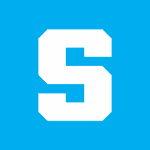
The Sandbox es un videojuego para iOS, Android y PC (Computadora) Juego como dice su nombre SandBox Multijugador muchas personas comparan este juego con Minecraft.

The Sandbox es un videojuego para iOS y Android que se lanzó por primera vez el 15 de mayo de 2012. Fue desarrollado por Pixowl y asumido por Animoca en 2018. Sandbox es miembro de Blockchain Game Alliance.

## Partes 1 y 2: Pixel 2D
Se pueden crear mundos similares a píxeles en el juego. El sucesor Sandbox Evolution apareció en 2016. Para agosto de 2018, The Sandbox fue descargado más de 40 millones de veces por el comunicado de prensa de Animoca y tiene más de 1 millón de usuarios activos por mes. 

## Parte 3: Voxel 3D y NFT
En agosto de 2018, Animoca se hizo cargo del juego por $ 4,875 millones. Se planea una versión 3D similar a Minecraft en estilo voxel para Windows, en la que los usuarios pueden intercambiar productos en el juego (con la moneda SAND o LAND en forma de Non-Fungible Tokens, "ERC-721") a través de blockchain.
En septiembre de 2018, el juego en Pocket Gamer Connects Helsinki ganó el "Premio Blockchain Gamer".
El editor de juegos gratuito Voxedit ha estado disponible para descargar desde 2019. El 5 de diciembre de 2019, todas las unidades virtuales de preventa de LAND se vendieron en 4 horas. Entre el 19 de julio y el 19 de septiembre de 2019, Square Enix, B Cryptos y True Global Ventures invirtieron $ 2.01 millones en The Sandbox. Para junio de 2020, se habían vendido $ 1 millón en tierras virtuales.